# Raten (potok)
Raten je potok, ki izvira na južnih pobočjih gore Klek (1753 m) v Karavankah. Izliva se v Svobodni potok, ki se na Jesenicah kot levi pritok izlije v Savo Dolinko.